# Terremoto de Sumatra de 2022
El terremoto de Sumatra de 2022 fue un terremoto de magnitud 6,2 que sacudió el oeste de Sumatra, Indonesia, el viernes 25 de febrero de 2022 a las 08:39 hora local, a una profundidad de 4,0 km. Precedido por un sismo previo y seguido por más de 200 réplicas, el terremoto principal tuvo un epicentro al pie del monte Talakmau en la Regencia de Pasaman. El terremoto principal fue el resultado de fallas de deslizamiento a lo largo de un segmento previamente no identificado de la Gran Falla de Sumatra. Al menos 27 personas murieron, 457 resultaron heridas y otras 19.221 fueron desplazadas. Infligió daños por valor de 780 millones de rupias indonesias. Los daños más graves se registraron en tres aldeas alrededor del monte Talakmau. Los deslizamientos de tierra y las inundaciones repentinas causaron daños y víctimas adicionales.

## Entorno tectónico
La costa oeste de Sumatra está dominada por el Megatrust de Sunda; un límite convergente de 5.500 km de largo donde la placa indoaustraliana se subduce debajo de la placa de Birmania y la placa de la Sonda a una velocidad de 60 milímetros (2,4 pulgadas) por año. La zona de subducción frente a la costa de Sumatra fue responsable de varios grandes terremotos en 2004 y 2005. Las fallas de inmersión y deslizamiento también pueden romperse dentro de la placa indoaustraliana descendente; El terremoto de magnitud 7,6 de 2009 cerca de Padang fue causado por fallas inversas a una profundidad de 80 km (50 millas). Ocasionalmente la subducciónrupturas de la interfaz de la placa en los terremotos que llegan a la fosa, desencadenando grandes tsunamis como en 1907, 2004 y 2010. 
La convergencia a lo largo de este límite de placa es muy oblicua, lo que deforma gravemente la placa superior de Sonda, donde es acomodada por el movimiento de deslizamiento a lo largo de la falla de la Gran Sumatra. La gran falla de Sumatra es un sistema de fallas de deslizamiento de rumbo de 1.900 kilómetros (1.200 millas) de largo ubicado en la isla de Sumatra. La falla se divide en unos 20 segmentos. La falla de la Gran Sumatra fue la fuente de los terremotos de Liwa de 1994 y Kerinci de 1995. En junio de 1933 un gran terremoto de magnitud 7,5 sacudió Liwa, mató a muchas personas y causó daños generalizados. Produjo su mayor terremoto durante la secuencia Alahan Panjang de 1943; midiendo Ms 7.8.

## Terremoto
Según la Agencia de Meteorología, Climatología y Geofísica (BMKG, por sus siglas en inglés), el terremoto ocurrió como resultado de una falla lateral derecha en la falla de la Gran Sumatra. El Observatorio de la Tierra de Singapur dijo que solo se rompió un pequeño segmento de la falla; probablemente de 10 km de largo y con un deslizamiento promedio de 10 cm. Cuatro minutos antes, se produjo un sismo de magnitud 5,2. El BMKG declaró que el terremoto se sintió VIII (Severo) sobre un área de tendencia noroeste-sureste. Se sintió en la ladera norte del monte Talamau y en partes de los distritos de Talamau y Pasaman. Su epicentro se ubicó en las laderas del Monte Talakmau. Hasta el 3 de marzo, el BMKG ha registrado 201 réplicas, con la mayor medida de 5,1 (o 4,8). El Servicio Geológico de Estados Unidos informó una magnitud de momento de 6,2 , pero se revisó a 6,1 tres semanas después. 
Los primeros informes del BMKG indicaron que el terremoto ocurrió en el segmento de Angkola, pero investigaciones posteriores sobre la distribución de las réplicas sugieren lo contrario. Funcionarios del BMKG sugieren que el terremoto rompió un segmento recién descubierto que se ha denominado Talamau. El segmento de Talamau es también una falla de rumbo lateral derecha. Otro segmento de la Gran falla de Sumatra, el segmento de Sianok, se encuentra cerca. La distribución de las réplicas sugiere que se produjo una ruptura en una extensión norte no mapeada del segmento de Sianok. Esta falla no mapeada está ubicada entre el segmento de Angkola en el norte y el segmento de Sianok en el sur. El segmento de Angkola, según el BMKG, es capaz de generar un terremoto de magnitud 7,6, y el terremoto del 25 de febrero no liberó toda la tensión sísmica del segmento. Fue responsable de un terremoto en 1892.

## Impacto
Según la Junta Nacional de Gestión de Desastres de Indonesia (BNPB),  4.831 hogares, 55 escuelas, 13 instalaciones médicas y 40 lugares de culto resultaron dañados o destruidos. Más temprano ese día, la agencia esperaba que la cantidad de estructuras dañadas aumentara a cientos, cuando en ese momento, solo se informó que unas pocas docenas de estructuras estaban dañadas. En la oficina del regente de West Pasaman Regency, se produjeron graves daños en el tercer piso, así como en el techo y el techo. Se comprometieron puentes, carreteras y tuberías de agua. En la oficina de la regencia, una habitación se derrumbó parcialmente. Se interrumpieron los servicios de telecomunicaciones y se derrumbó una mezquita. Se formaron grietas en las paredes de la prisión de Talu Pasaman.
Se informó un rápido movimiento de masa terrestre en Malampah después del terremoto. Las imágenes de video mostraron una masa de tierra marrón que se movía rápidamente y descendía hacia una aldea. Un funcionario de la BNPB dijo que tales fenómenos también se observaron durante el terremoto de Padang de 2009. En Labuah Kaciak, pequeñas fuentes termales brotaron del suelo, brotando agua marrón. Se desencadenó un deslizamiento de tierra en Jorong Sungai Siriah, que midió 6 metros de altura y 30 metros de ancho. El BNPB dijo que el rápido movimiento del suelo era un tipo de inundación repentina causada por una presa de deslizamiento de tierra rota. El terremoto provocó un deslizamiento de tierra en un río río arriba, creando una presa naturaly bloqueando el flujo de agua. Más tarde, la presa se rompió y se produjo una inundación repentina. También se informaron otros 17 deslizamientos de tierra en las laderas del monte Talakmau. Los residentes también informaron que el cono volcánico emitía humo.
El sismo se sintió tan lejos como el valle de Klang en Kuala Lumpur (Malasia). Algunos residentes y trabajadores se apresuraron a salir de sus casas y oficinas. Los trabajadores también fueron evacuados de la sede de Bernama en la ciudad. En Port Dickson, un hospital privado y un edificio del gobierno sufrieron daños leves. También se sintieron temblores en Singapur, aproximadamente a las 9:40 am hora los residentes informaron temblores en Punggol, Simei, Redhill, Queenstown, Ang Mo Kio y Kallang. Hubo informes de temblores en el Centro Financiero Marina Bay.

### Damnificados
Más tarde en la tarde, la BNPB informó que dos personas murieron y 20 resultaron heridas. El número de víctimas se actualizó a siete muertos y 60 heridos. Según el Centro de Salud Ladang Panjang, tres cuerpos fueron retirados de los escombros de los edificios derrumbados. De las siete personas asesinadas, dos eran ancianos y tres menores de edad. Cuatro de los muertos eran de Pasaman, mientras que tres eran de West Pasaman Regency. Un total de 85 resultaron heridos; 10 en serio, y 50 de ellos de West Pasaman. Muchos de los heridos fueron tratados en el Hospital Yarsi. Otras 13.000 personas fueron desplazadas.
El 26 de febrero, la BNPB actualizó el número de víctimas mortales a diez, mientras que el número total de heridos pasó a 86. Al menos 76 personas sufrieron heridas leves, mientras que otras 10 fueron atendidas por heridas graves. Si bien la mayoría de las víctimas murieron por el derrumbe de edificios, algunas murieron por deslizamientos de tierra en el Monte Talakmau. Seis muertes fueron de Pasaman Regency, mientras que otras cuatro fueron de West Pasaman Regency y cuatro personas están desaparecidas debido a deslizamientos de tierra.
El número de muertes se actualizó a 11 el 27 de febrero. Según las autoridades, al menos 388 personas resultaron heridas y 42 sufrieron heridas graves. La BNPB dijo que los esfuerzos de búsqueda y rescate continúan para localizar a cuatro personas desaparecidas debido a un deslizamiento de tierra.  Para el 28 de febrero, se ha confirmado la muerte de al menos 12 personas. Durante la noche del 28 de febrero, un voluntario de socorro en casos de desastre sufrió una convulsión y murió. Los rescatistas lograron evacuar de forma segura a cinco personas atrapadas bajo un deslizamiento de tierra que ocurrió el 1 de marzo. Al menos cuatro automóviles quedaron enterrados por el deslizamiento de tierra. El 2 de marzo, se encontró una víctima de deslizamiento de tierra, elevando el número total de muertos a 14. Para el 4 de marzo, el número de heridos ascendía a 425, con 52 en estado grave, mientras que cuatro personas siguen desaparecidas. El 5 de marzo, el número de víctimas mortales ascendió a 18 personas. El 8 de marzo, el número de muertos aumentó a 19.

## Respuesta
La BNPB declaró que los residentes deben permanecer alerta ante la posibilidad de inundaciones repentinas. El titular de la BNPB dijo que los ríos de la zona se han secado debido al bloqueo aguas arriba causado por el movimiento del suelo. Se ha instado a los residentes a mantenerse alejados de las zonas montañosas debido a la amenaza de deslizamientos de tierra y desprendimientos de rocas por la lluvia. Al menos 5.000 residentes desplazados buscaron refugio en 35 centros de evacuación. El BNPB confirmó que la actividad volcánica estaba presente en el cercano monte Talakmau. Como medida de precaución, algunos residentes cercanos al volcán tuvieron que ser evacuados. 
La ministra de Asuntos Sociales, Tri Rismaharini, visitó varios centros de evacuación al día siguiente. Según ella, Logística ha distribuido 2.000 paquetes de comida lista para comer. También se transportó ayuda adicional, incluidas tiendas de campaña y kits sanitarios. Las familias de las víctimas asesinadas recibieron una compensación de 15 millones de rupias como forma de asistencia. Las casas que sufrieron daños leves serían reparadas por el organismo del gobierno local. El gobierno central reconstruiría las casas con daños moderados a graves. Los esfuerzos de rescate y recuperación del 27 de febrero continuaron con la búsqueda de cuatro personas desaparecidas. La BNPB también desplegó personas para inspeccionar los daños. El presidente Joko Widodo autorizó el despliegue de ayuda humanitaria consistente en azúcar, aceite, arroz, galletas, agua mineral y bolsitas de té, entre otros productos de primera necesidad a través de camiones. 